# Akeem Bloomfield
Akeem Bloomfield (ur. 10 listopada 1997) – jamajski lekkoatleta specjalizujący się w biegach sprinterskich.
W 2019 był ósmy w biegu na 400 metrów oraz zdobył srebro w sztafecie 4 × 400 metrów podczas mistrzostw świata w Dosze. W 2022 sięgnął po swój drugi srebrny medal światowego czempionatu.
Stawał na podium czempionatu NCAA. Złoty medalista CARIFTA Games.
Reprezentant Jamajki na World Athletics Relays.

## Osiągnięcia
| Rok  | Impreza            | Miejsce  | Konkurencja             | Lokata     | Wynik   |
| ---- | ------------------ | -------- | ----------------------- | ---------- | ------- |
| 2019 | IAAF World Relays  | Jokohama | sztafeta 4 × 400 metrów | 2. miejsce | 3:01,57 |
| 2019 | Mistrzostwa świata | Doha     | bieg na 400 metrów      | 8. miejsce | 45,36   |
| 2019 | Mistrzostwa świata | Doha     | sztafeta 4 × 400 metrów | 2. miejsce | 2:57,90 |
| 2022 | Mistrzostwa świata | Eugene   | bieg na 200 metrów      | eliminacje | 20,56w  |
| 2022 | Mistrzostwa świata | Eugene   | sztafeta 4 × 400 metrów | 2. miejsce | 2:58,58 |

## Rekordy życiowe
- Bieg na 200 metrów – 19,81 (2018)
- Bieg na 400 metrów (stadion) – 43,94 (2018)
- Bieg na 400 metrów (hala) – 44,86 (2018) rekord Jamajki